# Андронік II (імператор Трапезунда)
Андронік II (б. 1240 — 1266) — 5-й володар Трапезундської імперії в 1263—1266 роках.

## Життєпис
Походив з династії Великих Комнінів. Старший син трапезундського імператора Мануїла I і місцевої аристократки Анни Ксілалое. 1263 року після смерті батька стає імператором.
Основні зусилля спрямував на дотримання мирних відносин із сусідами та розвитку торгівлі, чому сприяло географічне розташування міст імперії. Про розквіт Трапезунда в цей час доповідали марсельські купці. При цьому фактично відкинув намір боротьби за візантійську спадщину з Нікейською імперією.
Втім зрештою стикнувся з агресією Румського султанату, коли влітку 1265 року війська на чолі із перване (першим міністром) Му'ін аль-Дін Сулейманом взяли в облогу Сіноп. Незважаючи на зусилля імператора місто-порт було втрачено у вересні-жовтні того ж року. Це дозволило сельджукам побудувати в порту Сінопа флот на Чорному морі і погрожувати трапезундській торгівлі.
Помер Андронік II в 1266 році за невідомих обставин. Трон спадкував його молодший брат Георгій I.